# Cimitero monumentale di Torino
Il cimitero monumentale di Torino - precedentemente conosciuto come cimitero generale - è il più grande cimitero della città di Torino, tra i primi in Italia per numero di defunti (oltre 400.000).
Situato a Regio Parco (a nord-est rispetto al centro storico), è posto a ridosso del parco Colletta, poco a monte della confluenza della Dora Riparia nel Po.
La parte antica del cimitero si sviluppa a partire dall'ingresso principale di corso Novara ed è di forma ottagonale. Essa contiene numerose tombe storiche e 12 km di porticati, arricchiti da sculture di pregio artistico, da cui il nome di "cimitero monumentale".
Nel corso degli anni vi sono stati successivi ampliamenti del corpo storico centrale in direzione del parco Colletta. Al cimitero è annesso un tempio crematorio edificato nel 1882, il secondo in Italia dopo quello di Milano (1876).

## Storia
La costruzione del Monumentale fu deliberata nel 1827 dal consiglio dei decurioni, antenato del moderno consiglio comunale, in sostituzione del cimitero di San Lazzaro (fuori di Porta di Po) e del cimitero di San Pietro in Vincoli (fuori di Porta Palazzo). La proposta e il finanziamento dell'opera avvennero su impulso del filantropo marchese Carlo Tancredi Falletti di Barolo, che nel 1828, con la donazione di 300.000 lire sabaude, permise l'acquisto del terreno e l'edificazione del primo nucleo. Il progetto fu elaborato dall'ingegnere Gaetano Lombardi. La prima pietra fu posata dall'allora sindaco di Torino Luigi Francesetti di Mezzenile il 17 maggio 1828 e il 6 novembre 1829 il Cimitero apriva al pubblico con l'inumazione delle prime salme. Il problema più rilevante da affrontare fu l'infiltrazione d'acqua della vicina Dora Riparia, questione che fu risolta deviando il corso del fiume e rettificandone il tracciato meandriforme, sebbene i lavori del progetto del 1889 furono eseguiti soltanto nel 1930.
Il Cimitero Monumentale viene progressivamente ampliato: la prima ampliazione è progettata dall'ing. Carlo Sada, la terza e la quinta dall'ing. Carlo Ceppi, fino ad arrivare all'ottava ampliazione.
In data 27 ottobre 2015 il comune di Torino ha intitolato il piazzale di entrata al cimitero proprio a Carlo Tancredi Falletti di Barolo per ricordare il decisivo contributo dato alla costruzione dello stesso.

## Monumenti
Il Cimitero Monumentale è un vero e proprio museo a cielo aperto di scultura, architettura e decorazione, con tombe e monumenti eretti a seconda delle epoche negli stili neoclassico, eclettico, Liberty, art-deco, Novecento. Numerosissimi i punti di interesse storico ed artistico. Tra le tante tombe monumentali, risultano di particolare rilievo la Tomba Denina Sineo, la Tomba Pongiglione e la Tomba del Grande Torino, ma soprattutto l'imponente Mausoleo Tamagno. 

## Personalità sepolte al Monumentale
A
- Luca Abort (1964 - 2000), cantante
- Maria Adelaide Aglietta (1940 - 2000), politica
- Tommaso Agudio (1827 - 1893), ingegnere, imprenditore e politico
- Gaetano Alimonda (1818 - 1891), cardinale e arcivescovo cattolico
- Arturo Ambrosio (1870 - 1960), regista e produttore cinematografico
- Filippo Amedeo (1891 - 1946), politico e operaio
- Vincenzo Arbarello (1874 - 1917), militare, ufficiale nella prima guerra mondiale
- Ferrante Aporti (1791 - 1858), presbitero, pedagogista e politico
- Vittorio Avondo (1836 - 1910), pittore e archeologo
- Bartolomeo Aymo (1889 - 1970), ciclista
- Carlo Aymonino (1926 - 2010), architetto

B
- Giuseppe Barbaroux (1772 - 1843), avvocato e giureconsulto
- Giuseppina Eugenia Barruero (1860 - 1957), insegnante, a cui si era ispirato De Amicis per il personaggio della "maestrina dalla penna rossa" del libro Cuore
- Matteo Giulio Bartoli (1873 - 1946), linguista e glottologo
- Paolo Battino Vittorelli (1915-2003), giornalista, politico e scrittore.
- Eusebio Bava (1790 - 1854), generale e politico
- Giuditta Bellerio Sidoli (1804 - 1871), patriota
- Giovanni Berchet (1783 - 1851), poeta, scrittore, traduttore e politico
- Davide Bertolotti (1784 - 1860), scrittore e giornalista
- Carlo Biscaretti di Ruffia (1879 - 1959), illustratore, storico, progettista e fondatore dell'omonimo Museo dell'automobile di Torino
- Giovanni Battista Biscarra (1790 - 1851), pittore, scultore e litografo
- Isa Bluette (1898 - 1939), attrice teatrale, cantante e soubrette
- Giulio Bolaffi (1902 - 1987), partigiano e filatelista
- Luigi Bolmida (1805 - 1856), banchiere, imprenditore e politico
- Luciano Bonfiglioli (1922 - 1995), cantante
- Pietro Bordino (1887 - 1928), pilota automobilistico
- Vincenzo Borgarello (1884 - 1960), ciclista su strada
- Paolo Boselli (1828 - 1932), docente e politico
- Edoardo Bosio (1864 - 1927), imprenditore e calciatore
- Ezio Bosso (1971 - 2020), direttore d'orchestra, compositore e pianista[9][10]
- Carlo Boucheron (1773 - 1838), filologo classico
- Paolo Braccini (1907 - 1944), partigiano e antifascista
- Benedetto Brin (1833 - 1898), ingegnere, generale e politico
- Alberto Bruni Tedeschi (1915 - 1996), imprenditore e musicista
- Fred Buscaglione (1921 - 1960), cantautore, polistrumentista e attore
- Angelo Brofferio (1802 - 1866), poeta, politico e drammaturgo

C
- Caduti della Strage di Torino
- Vittorio Calcina (1847 - 1916), regista e fotografo
- Vladimiro Caminiti (1932 - 1993), giornalista, scrittore e poeta
- Francesco Camusso (1908 - 1995), ciclista su strada
- Carlo Canera di Salasco (1796 - 1866), generale
- Eugenio Canfari (1878 - 1962), dirigente sportivo
- Matilde Capuis (1913 - 2017), compositrice e pianista
- Giorgio Cardetti (1943 - 2008), giornalista e politico
- Domenico Carpanini (1953 - 2001), politico
- Mario Carrara (1866 - 1937), medico, accademico e antifascista
- Ferruccio Casacci (1934 - 2011), attore e regista cinematografico e teatrale
- Renato Casalbore (1891 - 1949), giornalista
- Mario Casaleggio (1877 - 1953), attore
- Carlo Casalegno (1916 - 1977), giornalista e scrittore
- Giovanni Battista Cassinis (1806 - 1866), giurista e politico
- Vittore Catella (1910 - 2000), ingegnere, politico e dirigente sportivo
- Matteo Ceirano (1870 - 1941), progettista, imprenditore e pilota automobilistico
- Carlo Ceppi (1829 - 1921), ingegnere e architetto
- Gigi Chessa (1898 - 1935), pittore, scenografo, arredatore e pubblicitario
- Luigi Cibrario (1802 - 1870), storico, numismatico, magistrato e politico
- Francesco Cirio (1836 - 1900), imprenditore
- Francesco Cognasso (1886 - 1986), storico e accademico
- Eugenio Colmo (1885 - 1967), pittore, illustratore grafico, disegnatore di moda, caricaturista e ceramista
- Giovanni Colmo (1867 - 1947), pittore
- Luigi Colombetti (1872 - 1958), maestro di scherma e militare
- Gustavo Colonnetti (1886 - 1968), ingegnere, matematico e politico
- Gianpiero Combi (1902 - 1956), calciatore
- Marcello Craveri (1914 - 2002), storico delle religioni e biblista

D
- Edoardo Daneo (1851 - 1922), politico e avvocato
- Massimo d'Azeglio (1798 - 1866), politico, patriota, pittore e scrittore
- Edmondo De Amicis (1846 - 1908), scrittore, giornalista e militare
- Giacomo Debenedetti (1901 - 1967), scrittore, saggista e critico letterario
- Raffaella De Vita (1942 - 2006), cantautrice e attrice
- Dante Di Nanni (1925 - 1944), partigiano
- Iolanda Margherita di Savoia (1901 - 1986), principessa
- Achille Mario Dogliotti (1897 - 1966), cardiochirurgo
- Duo Fasano (Dina 1924 - 1996; Delfina 1924 - 2004), duo vocale
- Carlo Donat-Cattin (1919 - 1991), sindacalista e politico
- Marco Donat-Cattin (1953 - 1988), terrorista
- Bernardino Drovetti (1776 - 1852), collezionista d'arte, esploratore e diplomatico
- Domenico Durante (1879 - 1944), pittore e calciatore

F
- Nino Farina (1906 - 1966), pilota automobilistico
- Galileo Ferraris (1847 - 1897), ingegnere e scienziato
- Carlo Bernardino Ferrero (1866 - 1924), scrittore
- Luigi Ferrero (1904 - 1984), calciatore e allenatore di calcio
- Pietro Ferrero (1892 - 1922), sindacalista e anarchico
- Aniceta Frisetti (1846 - 1920), filantropa

G
- Cesare Gallino (1904 - 1999), direttore d'orchestra
- Edoardo Garzena (1900 - 1982), pugile e allenatore di pugilato
- Andrea Gastaldi (1826 - 1889), pittore
- Bartolomeo Gastaldi (1818 - 1879), geologo, archeologo e paleontologo
- Carlo Ghiglieno (1928 - 1979), dirigente d'azienda
- Enrico Giachino (1916 - 1944), partigiano
- Eusebio Giambone (1903 - 1944), partigiano e operaio
- Vincenzo Gioberti (1801 - 1852), presbitero, patriota e filosofo
- Giuseppe Mario Gioda (1883 - 1924), politico, giornalista e pubblicista
- Giovanni Giovannini (1920 - 2008), giornalista e scrittore
- Joseph Arthur de Gobineau (1816 - 1882), diplomatico, scrittore e filosofo francese
- Roberto Goitre (1927 - 1980), direttore di coro, compositore e docente
- Gaspare Gorresio (1808 - 1891), glottologo e politico
- Felice Govean (1819 - 1898), giornalista, gran maestro della Massoneria, reggente del Grande Oriente d'Italia nel 1861
- Arturo Graf (1848 - 1913), poeta, aforista e critico letterario
- Giacomo Grosso (1860 - 1938), pittore
- Jack Guerrini (1937 - 1970), cantante e attore
- Amalia Guglielminetti (1881 - 1941), scrittrice e poetessa
- Luigi Guglielmino (1885- 1962), pittore

H
- Romanework Haile Selassie (1913 - 1940), principessa etiope, figlia maggiore dell'imperatore Hailé Selassié

I
- Carolina Invernizio (1851 - 1916), scrittrice
- Iolanda Margherita di Savoia (1901 - 1986), principessa, primogenita di Vittorio Emanuele III

J
- Vittorio Jano (1891 - 1965), progettista

K
- Jenő Károly (1886 - 1926), calciatore e allenatore di calcio ungherese
- Jucci Kellermann (1921 - 1993), attrice

L
- Evasio Lampiano (1888 - 1923), pilota automobilistico
- Michele Lessona (1823 - 1894), zoologo, scrittore, politico e divulgatore scientifico
- Napoleone Leumann (1841 - 1930), imprenditore e filantropo svizzero
- Primo Levi (1919 - 1987), scrittore e chimico
- Giorgina Arian Levi (1910 - 2011), insegnante, scrittrice e politica
- Grande Torino, alcune fra le vittime della Tragedia di Superga
- Gino Levi-Montalcini (1902 - 1994), architetto e disegnatore
- Paola Levi-Montalcini (1909 - 2000), pittrice
- Rita Levi-Montalcini (1909 - 2012), neurologa, accademica e senatrice a vita, insignita del premio Nobel per la medicina nel 1986
- Nils Liedholm (1922 - 2007), giocatore e allenatore di calcio svedese
- Ermanno Loescher (1831 - 1892), editore
- Cesare Lombroso (1835 - 1909), medico, antropologo, filosofo, giurista, criminologo e accademico
- Paola Lombroso Carrara (1871 - 1954), giornalista, scrittrice e pedagogista
- Franco Lucentini (1920 - 2002), scrittore e traduttore

M
- Erminio Macario (1902 - 1980), attore e comico di teatro, cinema e televisione
- Ruggero Maghini (1913 - 1977), pianista e compositore
- Luigi Maiocco (1891 - 1965), ginnasta e olimpionico
- Emilia Mariani (1854 - 1917), insegnante elementare, socialista e femminista
- Oreste Mattirolo (1856 - 1947), medico, biologo e micologo
- Giovanni Michelotti (1921 - 1980), imprenditore e designer automobilistico
- Guglielmo Gribaldi Moffa di Lisio (1791 - 1877), militare e politico
- Gigetta Morano (1887 - 1986), attrice
- Luigi Morgari (1857 - 1935), pittore
- Nory Morgan (1921 - 2006), cantante e attrice teatrale
- Angelo Moriondo (1851 - 1914), imprenditore e inventore della prima macchina del caffè espresso
- Carlo Bernardo Mosca (1792 - 1867), ingegnere, architetto e politico
- Angelo Mosso (1846 - 1910), medico, fisiologo e archeologo

N
- Gildo Nadalin (1934 - 2009), musicista
- Nuto Navarrini (1901 - 1973), attore teatrale
- Biagio Nazzaro (1890 - 1922), pilota motociclistico e automobilistico
- Celeste Negarville (1905 - 1959), antifascista, giornalista e politico
- Giulio Nicoletta (1921 - 2009), partigiano e militare
- Alberto Nota (1775 - 1847), commediografo, bibliotecario e magistrato
- Ferruccio Novo (1897 - 1974), imprenditore, dirigente sportivo e calciatore

O
- Carlo Alfredo Occhetti (1863 - 1912), paroliere e scrittore
- Nino Oxilia (1889 - 1917), giornalista, scrittore, poeta e regista
- Gianpaolo Ormezzano (1935 - 2024), giornalista, scrittore e personaggio televisivo

P
- Pietro Paleocapa (1788 - 1869), scienziato, politico e ingegnere
- Modesto Panetti (1875 - 1957), ingegnere aeronautico e politico
- Alberto Pasini (1826 - 1899), pittore
- Alessandro Passerin d'Entrèves (1902 - 1985), filosofo, accademico, partigiano e storico del diritto
- Lidia Pasqualini (1920 - 2012), personaggio televisivo
- Federigo Pastoris (1837 - 1888), pittore e incisore
- Giovanni Pastrone (1882 - 1959), regista, sceneggiatore, attore, produttore e tecnico cinematografico
- Silvio Pellico (1789 - 1854), scrittore, poeta e patriota
- Giuseppe Perotti (1895 - 1944), generale, ingegnere e partigiano
- Amedeo Peyron (1903 - 1965), avvocato e politico
- Secondo Pia (1885 - 1941), avvocato e fotografo
- Alberto Picco (1894 - 1915), militare e calciatore caduto nella prima guerra mondiale
- Battista Pininfarina (1893 - 1966), imprenditore e carrozziere
- Sergio Pininfarina (1926 - 2012), imprenditore, carrozziere, designer e senatore a vita
- Andrea Pininfarina (1957 - 2008), imprenditore
- Stefano Pittaluga (1887 - 1932), produttore cinematografico ed editore
- Giuseppe Pomba (1795 - 1876), tipografo ed editore
- Giovanni Antonio Porcheddu (1860-1937), ingegnere e costruttore
- Carlo Promis (1808 - 1873), architetto, archeologo e filologo
- Camillo Pucci (1802 - 1869), pittore

Q
- Lidia Quaranta (1891 - 1928), attrice

R
- Enrico Reffo (1831 - 1917), pittore
- Guido Rey (1861 - 1935), alpinista, scrittore e fotografo
- Ignazio Ribotti (1809 - 1864), militare e patriota
- Filippo Rolando (1900 - 1969), paroliere, compositore e direttore d'orchestra
- Dino Rora (1945 - 1966), nuotatore

S
- Paolo Sacchi (1807 - 1884), militare
- Luigi Sapelli (1865 - 1936), scenografo, costumista e illustratore
- Ferdinando Scarfiotti (1941 - 1994), scenografo
- Ludovico Scarfiotti (1933 - 1968), pilota automobilistico
- Domenico Seren Gay (1931 - 2003), produttore discografico, paroliere, compositore, scrittore, attore e pittore
- Giuseppe Siccardi (1802 - 1857), giurista e politico
- Leone Sinigaglia (1868 - 1944), compositore
- Giuseppe Solaro (1914 - 1945), politico e militare
- Mario Soldati (1906 - 1999), scrittore, giornalista, saggista, regista, sceneggiatore e autore televisivo

T
- Francesco Tamagno (1850 - 1905), tenore lirico
- Casimiro Teja (1830 - 1897), illustratore
- Ottavio Thaon di Revel (1803 - 1868), politico
- Paolo Thaon di Revel (1859 - 1948), ammiraglio e politico

V
- Tommaso Vallauri (1805 - 1897), filologo classico, latinista e politico
- Vittorio Valletta (1883 - 1967), dirigente d'azienda
- Lia Varesio (1945 - 2008), attivista sociale
- Rosa Vercellana (1833 - 1885) detta "La bela Rosin", moglie morganatica di Vittorio Emanuele II di Savoia
- Annie Vivanti (1866 - 1942), scrittrice e poetessa

Z
- Valerio Zanone (1936 - 2016), politico